# Evelia Farina
Evelia Farina, född 7 oktober 1941, död 24 april 2024, var en argentinsk friidrottare. Hon deltog vid olympiska sommarspelen 1964.